# Paolo Constantini
Paolo Constantini (San Candido, 19 novembre 1967) è un ex giocatore di curling italiano di Cortina d'Ampezzo.

## Carriera agonistica

### Nazionale
Il suo esordio con la nazionale italiana junior di curling è stato il campionato mondiale junior del 1984, disputato a Cornwall, in Canada: in quell'occasione l'Italia si piazzò al decimo posto posto. Con la nazionale junior partecipa a due mondiali junior.
In totale Paolo vanta 18 presenze in azzurro. Il miglior risultato dell'atleta è il nono posto ottenuto ai mondiali junior del 1985 disputati a Perth, in Scozia.
CAMPIONATI
Nazionale junior: 18 partite
- Mondiali junior
  - 1984 Cornwall ( Canada) 10°
  - 1985 Perth ( Scozia) 9°

### Campionati italiani
Stefano ha preso parte ai campionati italiani di curling con il Curling Club New Wave ed è stato una volta campione d'Italia:
- Italiani
  - 1984  con Stefano Ossi, Andrea Pappacena e Sandro Facchin